# Dales
Dalesponnyn är en hästras av ponnystorlek som kommer från övre Yorkshire Dales i norra England och finns i norra Yorkshire, Northumberland och Durham. Det är ganska säkert att den svarta frieserhästen var en tidig förfader till dalesponnyn. Rasen har använts dels för arbete i gruvorna, dels som klövjehäst. Gamla tiders dalesponny var känd som en utmärkt travare både framför vagn och under sadel. Dalesponnyn är en strålande körhäst men används också för ridning, särskilt på långritter. Den har stort mod och uthållighet samt ett lugnt temperament. Vanligaste färgerna är svart, svartbrun, brun och gråskimmel. Vita tecken är ovanliga och endast tillåtna på kotorna bak eller mycket små tecken i ansiktet t.ex. stjärn i pannan eller snopp på mulen. Dalesponnyn lever mycket länge och många kan fortfarande arbeta över trettio års ålder.

## Historia
Dalesponnyn är en inhemsk ras i England som funnits sedan antiken. Troligtvis härstammar Dalesponnyerna från de hästar som fördes till Storbritannien av kelterna, troligtvis ättlingar till den gamla Skogshästen som även skulle användas till att utveckla den holländska Frieserhästen. Det finns ett starkt samband mellan Dalesponnyn och Frieserhästen och även en annan brittisk ponnyras, Fellponnyn. Efter romarnas erövringar i Europa användes Dalesponnyn för att dra upp och transportera bly från gruvorna, ett väldigt hårt jobb för de små ponnyerna.
Under slutet av 1600-talet släppte man ut ett antal hästar av den numera utdöda Gallowayponnyn bland hjordarna med Dalesponny i ett försök att naturligt avla fram snabbare ponnyer, då Gallowayponnyn var berömd för sin snabbhet. Gallowayponnyn användes senare till att utveckla det engelska fullblodet, världens snabbaste hästras. Hjordar med de bästa Dalesponnyerna släpptes i närheten av gruvorna tillsammans med Gallowayponnyerna och de bästa avkommorna valdes för att jobba i gruvorna.
Ponnyerna kallades nu officiellt Dalesponnyer efter sin hemvist Yorkshire Dales. De användes som ridhästar, jordbrukshästar och körhästar, som kunde dra ett ton i svår terräng eller djup snö, trots sin ringa storlek. Under senare 1700-talet förbättrades vägarna avsevärt i hela landet vilket medförde ett ökat intresse för snabbare hästar som kunde dra vagnar åt bland annat posten. Norfolktravarna var de snabbaste körhästarna i landet under den här tiden och uppfödarna av Dalesponnyn började blanda in detta blod i sina ponnyer för att ge extra fart åt Dalesponnyernas trav. Experimenten lyckades väl då Dalesponnyerna blev mycket mer energiska och med aktivare rörelser utan att styrkan och arbetsviljan försvann.
Under början av 1900-talet ändrades dock folkets efterfrågan och tyngre draghästar som kunde användas i militären och för att dra taxikärror i städerna var eftersökta. För att ytterligare möta folkets begäran korsade man in de mycket tyngre och större Clydesdalehästarna i Dalesponnyerna. Nu började man frukta att den ursprungliga Dalesponnyn skulle försvinna på grund av alltför mycket utavel och The Dales Pony Improvement Society startades år 1916 och en stambok öppnades för rasen för att bevara ponnyerna. Jordbruksministeriet erbjöd premier till de uppfödare som enbart avlade med godkända hingstar som premierades inför en man kallad Captain A. Campbell som berättade per brev ifall hingsten blev godkänd. Även militären erbjöd premier under 1923 och 1924 då armén hade köpt 200 Dalesponnyer och generalen Bates som hade köpt hästarna ville inte se ett uns inflytande av tyngre hästar i Dalesponnyerna. Dalesponnyerna kom att användas utomlands av brittiska militären under både Första och Andra världskriget.
Dock var rasen nära att försvinna efter andra världskriget då många hästar användes av armén och avelsstona användes för att avla fram de tyngre vagnshästarna. Unga ston såldes till städerna eller togs som krigsbyte. Enbart ett fåtal uppfödare vägrade att se slutet hos den starka ponnyn. 1964 omformade de rasens officiella förening The Dales Pony Society ur den näst intill döende gamla föreningen och ordet Improvement (förbättring) slopades då man ville satsa på de ursprungliga Dalesponnyerna. Man sökte Dalesponnyer över hela landet för registrering i den nyöppnade stamboken. Dalesponnyerna inspekterades noggrant och de som räknades som rena fick en egen del i stamboken. Detta visade sig vara en stor succé för 1971 slogs de båda registren ihop och antalet registreringar ökade stadigt och ponnyernas kvalitet hade blivit klart förbättrad.

## Egenskaper

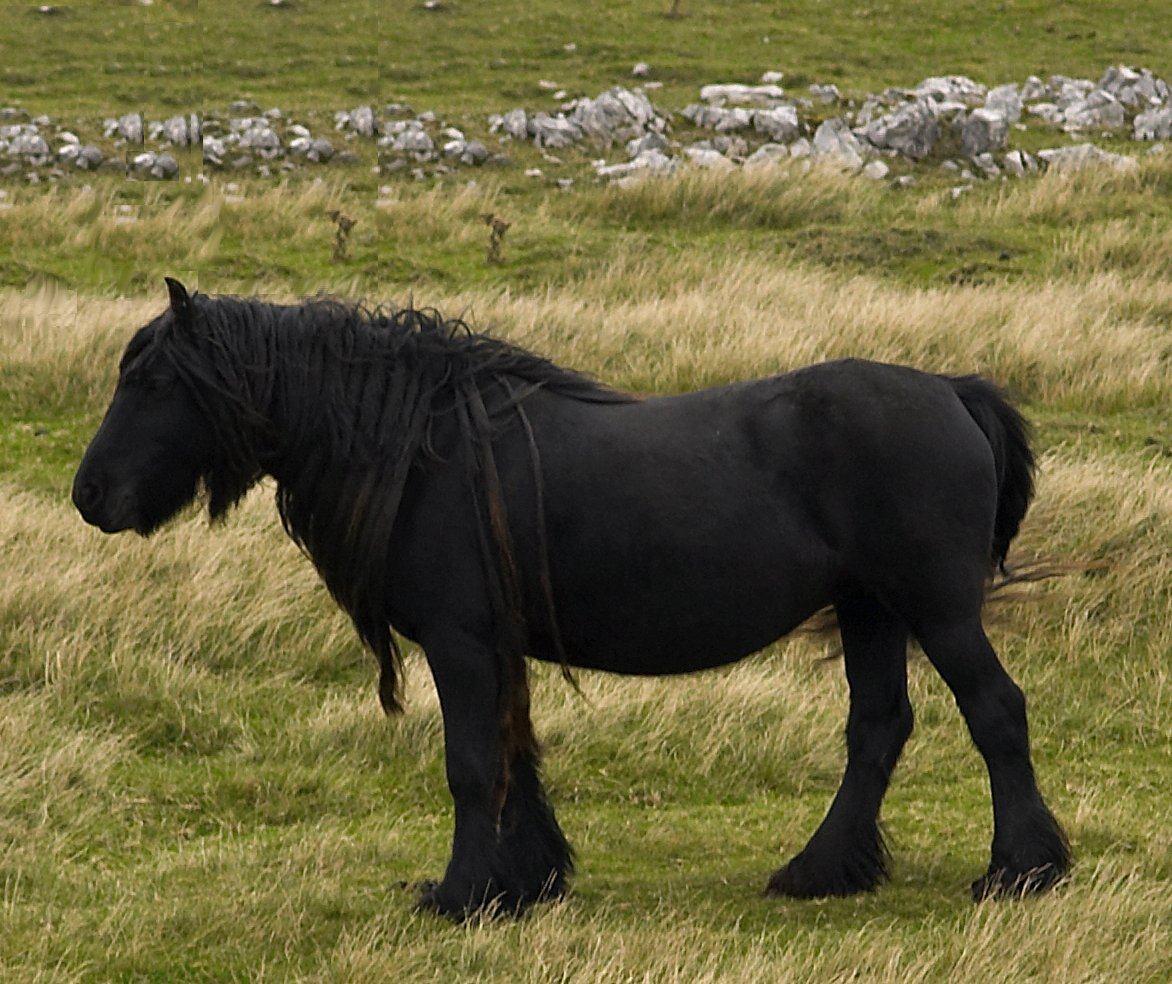
Än idag lever en del Dalesponnyer i halvvilt tillstånd och de är tåliga mot dåligt väder och hårt klimat.

Dalesponnyn började födas upp i tuffa förhållanden och blev ständigt utsatta för förädlingar för att möta samhällenas ständigt förändrade efterfrågningar. Detta har lett till att Dalesponnyerna besitter många olika egenskaper och har blivit en utmärkt allroundhäst som passar lika bra som arbetshäst inom jordbruket, som körhäst eller som ridponny för barn. Influensen från de gamla Norfolktravarna har gett Dalesponnyn en flytande trav och bra rörelser. De var även snabba och kunde trava 1 engelsk mile (1,6 km) på ca 3 minuter med tung last på ryggen.
Dalesponnyn är modig och uthållig och är välkänd för sin styrka. Ponnyerna har oftast kraftigt hovskägg och utmärkta hovar. Huvudet är välformat med något utåtbuktande nosprofil, brett mellan ögonen och små öron. Vita tecken är ovanligt hos Dalesponnyn och enbart små tecken är tillåtna. Dalesponnyerna är lättuppfödda, lever länge och klarar oftast av att jobba ända tills de fyller 30.